# Cor van Teeseling
Cornelis Gerardus (Cor) van Teeseling (Amsterdam, 16 november 1915 – Soesterberg, 19 november 1942) was een Nederlandse kunstenaar en verzetsstrijder in de Tweede Wereldoorlog.

## Leven en dood
Van Teeseling werd in 1915 in Amsterdam geboren als zoon van de amanuensis van de Rijksakademie van Beeldende Kunsten. Hij koos voor een leven als beeldend kunstenaar, hoewel het moeite kostte om zijn opleiding te financieren. Door het accepteren van allerlei baantjes kon hij in zijn levensonderhoud voorzien. Hij kreeg onder meer les op de rijksakademie in schilderen en beeldhouwen van Jan Bronner. Twee van zijn maskers werden in 1940 tentoongesteld op de tentoonstelling "De Onafhankelijken" in het Stedelijk Museum van Amsterdam. Als beeldend kunstenaar nam hij actief deel aan het verzet tegen het opkomend fascisme. Na de Februaristaking van 1941 werd Van Teeseling actief bij de verzetskrant De Waarheid.
In augustus 1941 werd Van Teeseling opgepakt door de Duitse bezetter. Op 10 november 1941 werd hij ter dood veroordeeld. Hij werd opgesloten in de dodencel van de gevangenis aan de Weteringschans in Amsterdam. In augustus 1942 werd hij overgebracht naar de gevangenis van de Wehrmacht aan de Gansstraat in Utrecht. Op 19 november 1942 werd hij gefusilleerd bij Soesterberg. Tijdens zijn verblijf in de dodencel in Amsterdam maakte Van Teeseling vrijwel dagelijks zelfportretten die kort na zijn dood werden gepubliceerd. Zijn werk werd al snel na zijn dood erkend als weergave van het menselijk drama in de Tweede Wereldoorlog. Zelf zag Van Teeseling zijn tekeningen ook als een mogelijke bron van inkomsten voor zijn vrouw na zijn dood. Zijn vrouw heeft de collectie van de meer dan honderd tekeningen echter weten te bewaren.
Van Teeseling trouwde in 1939 met Rie Lathouwers. Uit hun huwelijk werd een zoon geboren. Een eerste illegale uitgave van zijn tekeningen verscheen nog tijdens de Tweede Wereldoorlog, verzorgd door zijn vriend en collega beeldend kunstenaar Frits van Hall. Na de oorlog verscheen er een heruitgave van dit werk. In 1963 werd aandacht aan zijn beeldhouwwerk besteed op de kunsttentoonstelling tijdens het Waarheid Festival. Ter gelegenheid van de vijftigste herdenking van de Februaristaking (1991) werden tekeningen van Van Teeseling tentoongesteld in de Academie van Bouwkunst aan het Waterlooplein in Amsterdam. Daarna stond zijn vrouw de door hem gemaakte tekeningen af aan het Rijksmuseum te Amsterdam.

## Enkele van zijn zelfportretten

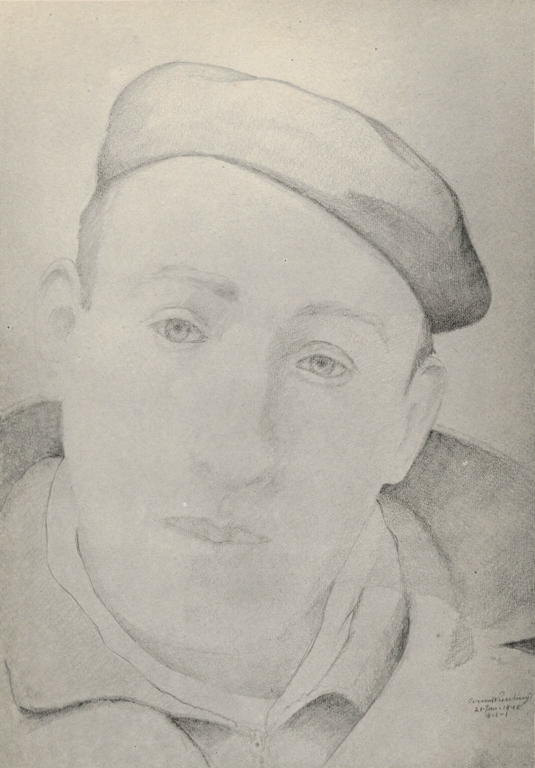
21 januari 1942
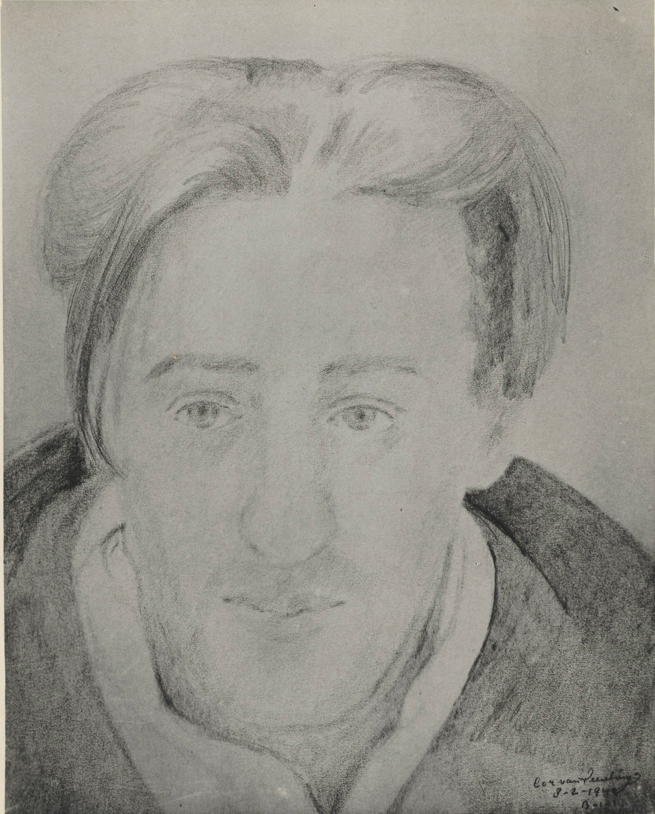
8 februari 1942
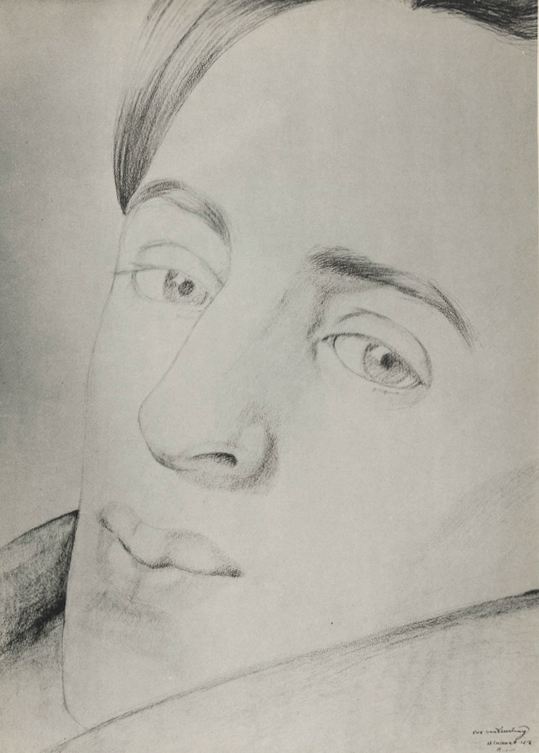
11 maart 1942